# Las Casas vor Karl V.

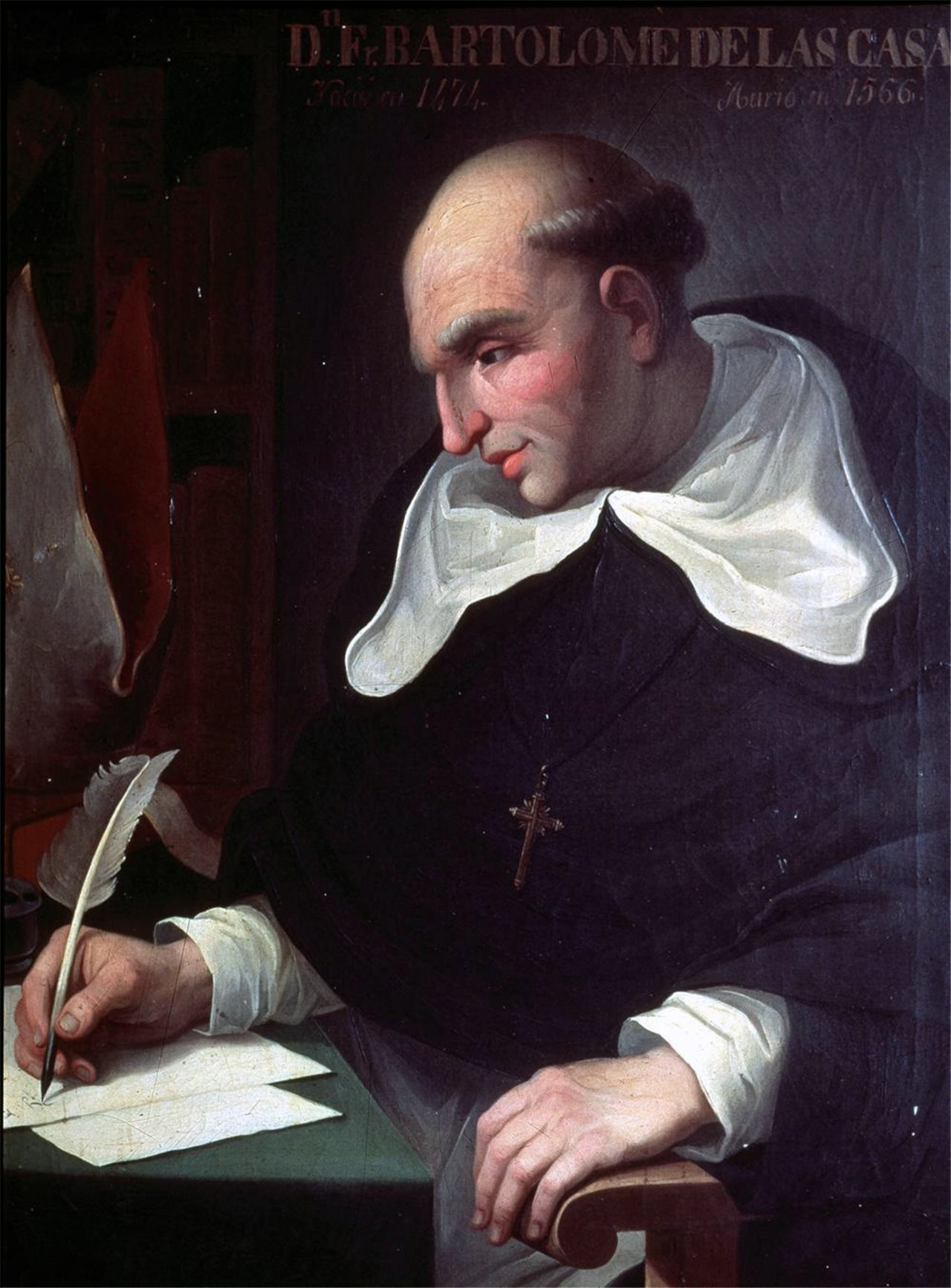
Las Casas

Las Casas vor Karl V. Szenen aus der Konquistadorenzeit ist eine Erzählung von Reinhold Schneider, die, im Winter 1937/38 geschrieben, 1938 im Leipziger Insel Verlag erschien.
Der Dominikaner P. Bartolomé de Las Casas, Vater der Indios, der an den Fundamenten der spanischen Weltmacht wühlt, erhielt anno 1542 in Valladolid von Karl V. unter vier Augen den Auftrag, die Indios in den Neuen Indien „von Mexiko bis Peru“ mit den Leyes Nuevas (Neue Gesetze) freizumachen.

## Zeit und Ort
Mit der Konquistadorenzeit sind die ersten beiden Drittel des 16. Jahrhunderts gemeint. Zu dem genannten Jahr 1542 passen die vom Autor mitgeteilten Fakten nicht so richtig: Bartolomé de Las Casas (* 1484) war im Jahr der Handlung fast siebzig Jahre alt, Prinz Philipp (1527–1598) ein Knabe. Der Prinz sollte während der Reise seines Vaters Karl V. zum Reichstag nach Regensburg Spanien regieren. Reichstage in Regensburg waren um diese Zeit aber 1541 und 1546.

## Handlung

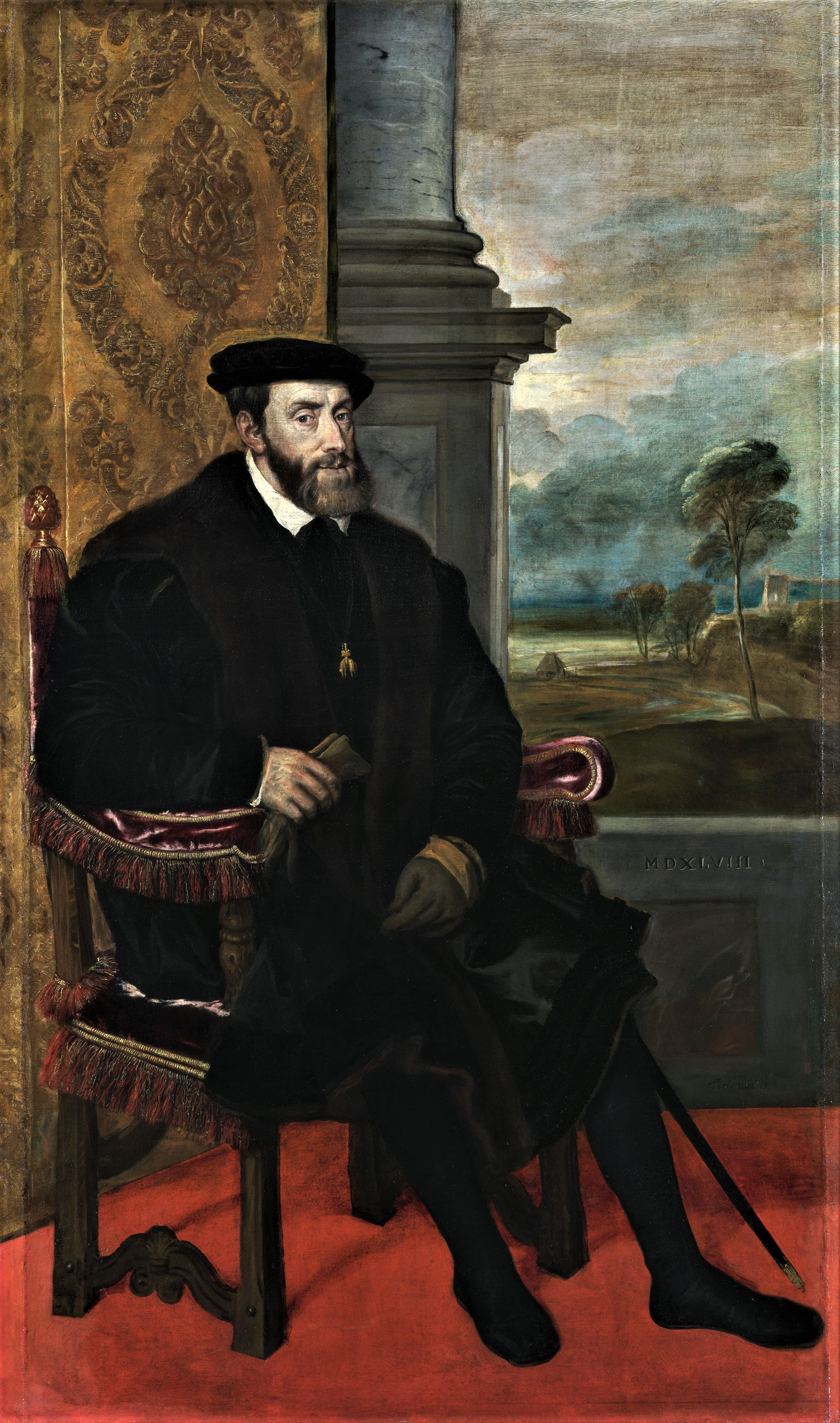
Tizian: Karl V.

Bartolomé de Las Casas reist von Verakruz entlang der Küste Yukatans über Habana, die Bermudas, die Kanarischen Inseln und schließlich den Guadalquivir hinauf in seine Heimatstadt Sevilla. Karl V. hat in Valladolid den Indienrat einberufen, um die „Ordnung der Kolonien auf das Gründlichste zu prüfen“. Bartolomé soll dort vor dem Kaiser mit dem Rechtslehrer Ginés de Sepulveda, Verfasser des Buches „über die gerechten Gründe des Krieges gegen die Indios“, anlässlich des „Disputs von Valladolid“ streiten. Während des „Rechtsstreits“ verficht Doktor Sepulveda die These, Spanien sei in den Neuen Indien von Gott als ordnende Macht eingesetzt. Ordnung sei das A und O auf der Welt. Ordnung könne nur mit Gewalt geschaffen werden. Bartolomé hingegen, der meint, die Spanier dürften die Seelen der Indios nicht missachten, glaubt sich in dem Disput endlich unterlegen. Öffentlich kann und will der Kaiser nicht gegen Sepulveda sprechen. Doch dann bestellt Karl V. den Mönch zu sich, macht ihn zum Bischof von Chiapa und schickt Bartolomé mit dem Hirtenstab westwärts in die Neuen Indien. Bartolomé soll dort „die neuen Gesetze vertreten“.

### Berichte
In den Text sind drei Episoden als Retrospektiven eingelegt, die teilweise in die laufende Handlung münden.
Bernardino
Das Buch kann gelesen werden als die Geschichte des Ritters Bernardino de Lares aus Valladolid. Bernardino, ehemals Grundbesitzer in San Juan, berichtet als todkranker Passagier des Schiffes, das Bartolomé nach Spanien bringt, von den Gräueltaten des Alonso de Hojeda und von eigenen Raubzügern als Konquistador. Bernardino ließ die Behausungen der Indios niederbrennen und das Gold aus der Asche wühlen. Als das Schiff mit den Indienfahrern glücklich in Spanien landet, fordert Bartolomé den kranken Ritter auf, sich von seiner zusammengerafften beweglichen Habe zu trennen. Dazu kann sich Bernardino nicht entschließen, obwohl er doch bereits auf Haiti seine Indios aus der Sklaverei entlassen hatte. Denn Bernardino hat einen Sohn von Maria, einem Mädchen, das er auf Haiti verlassen hatte. Bartolomé missbilligt, dass der unschuldige Sohn die „blutbefleckten“ Schätze des Vaters erben soll. Trotzdem sucht und findet der Mönch den Sohn in Spanien. Es ist ein junger Priester, der an das Sterbebett des Vaters tritt und mit Bartolomé nach den Neuen Indien aufbrechen will.
Vargas
Hauptmann Vargas, ein Baske, wird von Doktor Sepulveda, der selber nie in den Neuen Indien war, als Zeuge in dem Rechtsstreit aufgerufen. Vargas, ein alter Haudegen, der „in allen Breiten“ für die Weltmacht Spanien tapfer gefochten hat, ist kein Mann der vielen Worte. So ist sein Auftritt auch kurz, aber sehr wirkungsvoll. Von einem humanen Umgang mit fremden, arbeitsscheuen, widerborstigen Völkerschaften will der Soldat nichts wissen. Nach Vargas war und ist nur Härte allein in den Neuen Indien angebracht.
Bartolomé
Der Bruder Bartolomé de Las Casas, nach eigenem Wort ein „Hitzkopf geblieben“, hat mehrere Fahrten in die Neuen Indien hinter sich, hat das Leid der Indios auf Hispaniola und Kuba mit angesehen. Bartolomé hat gesehen, wie Völker untergingen. Er lernte auf seinen Streifzügen über die Inseln die Indios kennen und begriff, weshalb die Ureinwohner den Spaniern so zutraulich begegneten: Die Indios glaubten, die Spanier kämen von jenseits der Welt aus dem Land der Seelen. Bartolomé hat gefehlt und geirrt. So glaubte er z. B., mit afrikanischen Sklaven das Leid der Indios zu mindern.

## Zitate
- „Wir können mit schlechten Mitteln Gutes nicht erreichen.“[7]
- „Aus aller Schuld kann Gnade werden.“[8]
- „Nicht die Irrtümer haben wir zu fürchten, sondern die Lüge.“[9]

## Innere Emigration
Schneider wollte mit dem Text – mitten in der Zeit des Nationalsozialismus – „ein Wort gegen die Judenverfolgung […] sagen“. Das Werk wurde nach der ersten Auflage von den Nationalsozialisten verboten und kann als Werk der Inneren Emigration gelten. So wird z. B. vor Karl V. „das etwaige Recht eines Volkes, ein anderes zu beherrschen“ disputiert. Bei der Gelegenheit postuliert Sepulveda, „ein höher geartetes und höher entwickeltes Volk“ wie das spanische hätte „zum Frommen der Welt ein Recht inne über tiefer stehende Völker“. Schneiders Positionen lassen eine wesentlich größere Distanz zur herrschenden Weltanschauung erkennen als sämtliche Romane der „Inneren Emigration“.

## Heilsgeschichte
Schneiders Prosa ist „Darstellung der Geschichte als Heilsgeschichte“. Zu dieser Behauptung passt der zuversichtliche Ausgang des Buches: Der junge Priester will das von seinem Vater Bernardino zusammengeraffte „indianische Gold“ von Spanien über den Ozean in die Neuen Indien zurückbringen. Bei den Indios will er damit Gotteshäuser und Schulen errichten.

## Rezeption
- Las Casas vor Karl V. wurde von Jochen Klepper als Schneiders „lebensvollste, glühendste und blühendste Geschichtsdichtung“ gewertet.[15]
- 1960 drehte Fritz Umgelter für den Bayerischen Rundfunk das Fernsehspiel Gericht über Las Casas nach Schneider.
- 1992 wurde die Disputation von Valladolid unter dem Titel Bartolomé de Las Casas als Fernsehspiel vom ORF verfilmt. Das auf Schneiders Roman basierende Drehbuch stammte von Michael Kehlmann, der auch Regie führte.

## Ausgaben
- Las Casas vor Karl V. Szenen aus d. Konquistadorenzeit. Insel Verlag, Leipzig 1938 (66.–75. in der Insel-Bücherei 741)
- Las Casas vor Karl V. Szenen aus der Konquistadorenzeit.  Frankfurt a. M. 1963 (Ullstein Buch. Nr. 9 – Lizenz des Insel Verlags)
- Las Casas vor Karl V.  Hrsg. von Edwin Maria Landau. Suhrkamp Verlag, Frankfurt a. M. 2003, 8. Auflage (Suhrkamp-Taschenbuch 1772 – Lizenz des Insel Verlags) ISBN 978-3-518-38222-6